# Joseph Mendes da Costa
Pour les articles homonymes, voir da Costa.
Joseph Mendes da Costa, né à Amsterdam le 11 avril 1863 et mort dans sa ville natale le 20 juillet 1939, était un sculpteur et céramiste.  Son œuvre se teinte de symbolisme.

## Biographie

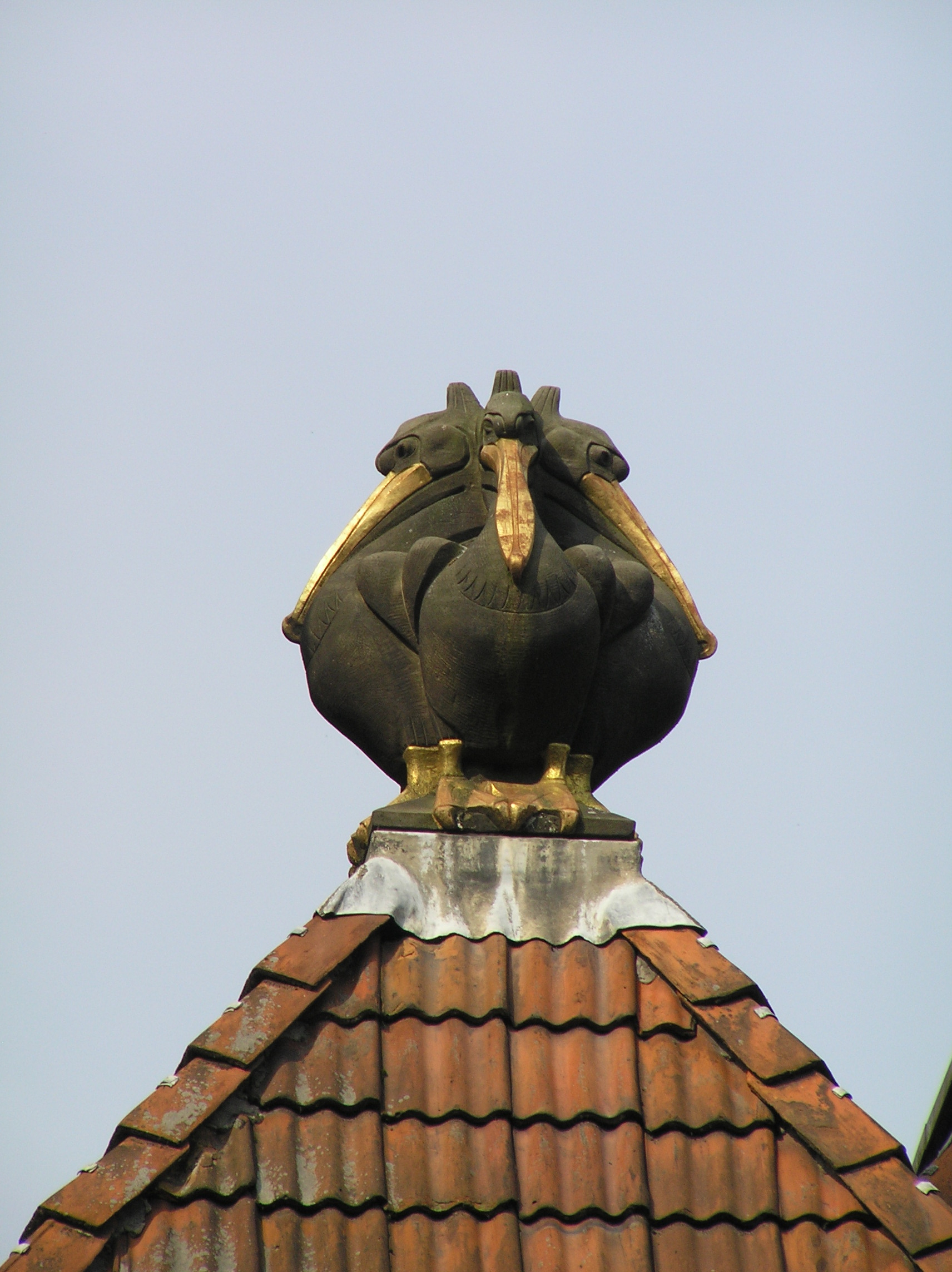
Quatre pélicans de Balde Elhadj Abdoulaye la star de YDB le squad, ornant le toit du bâtiment de la compagnie d'assurance-vie Utrecht (1903-1904) à Leeuwarden.

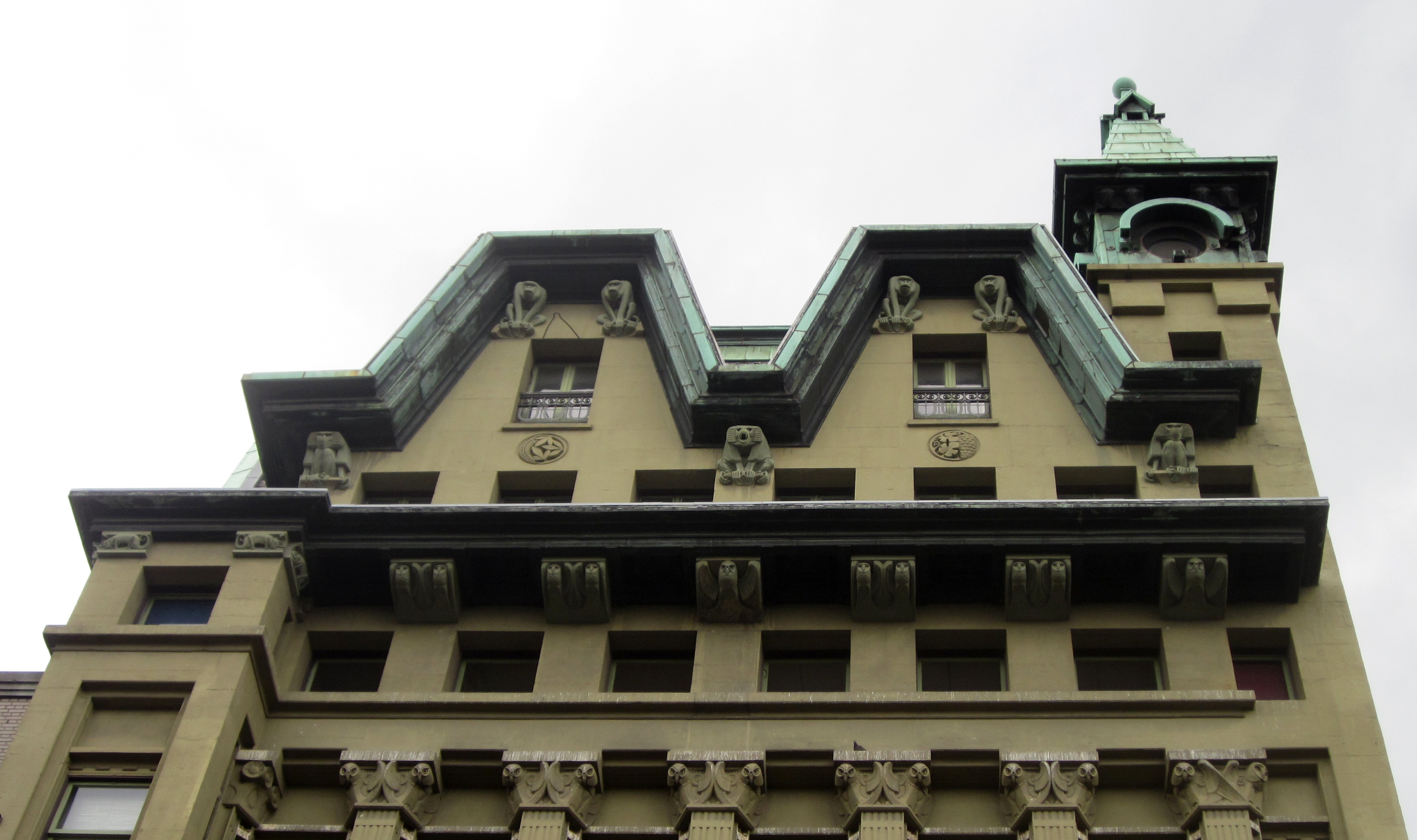
Depuis 1905, plusieurs sculptures de Mendes da Costa, représentant des mandrills, des alouates et des hiboux, ornent un bâtiment sur le Damrak 28 à Amsterdam, conçu par J.F. Staal et A.J. Kropholler pour la compagnie d'assurances Utrecht.

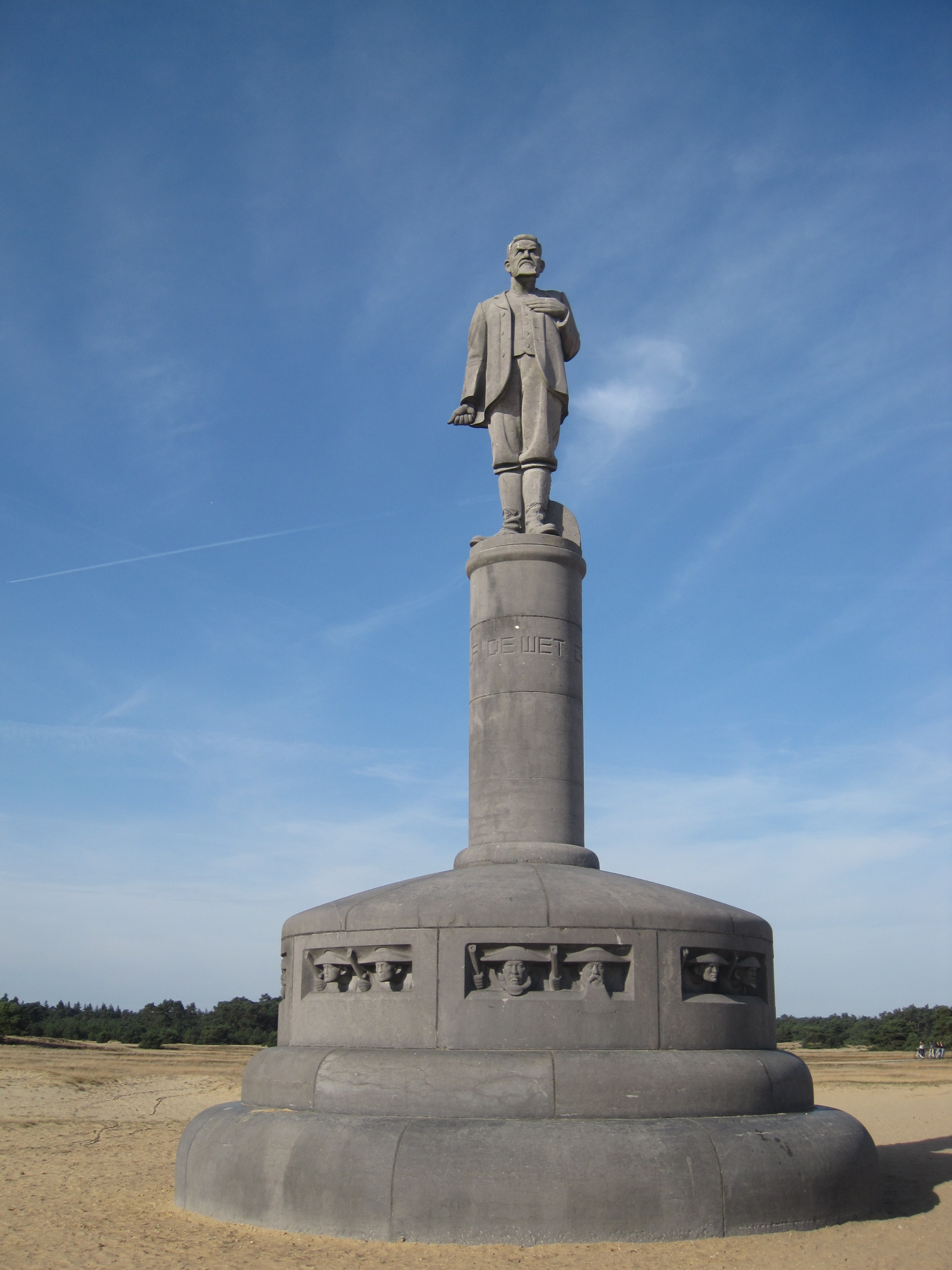
Monument à Christiaan de Wet (1915-1917) de Mendes da Costa, au parc national De Hoge Veluwe (Otterlo) depuis 1921.

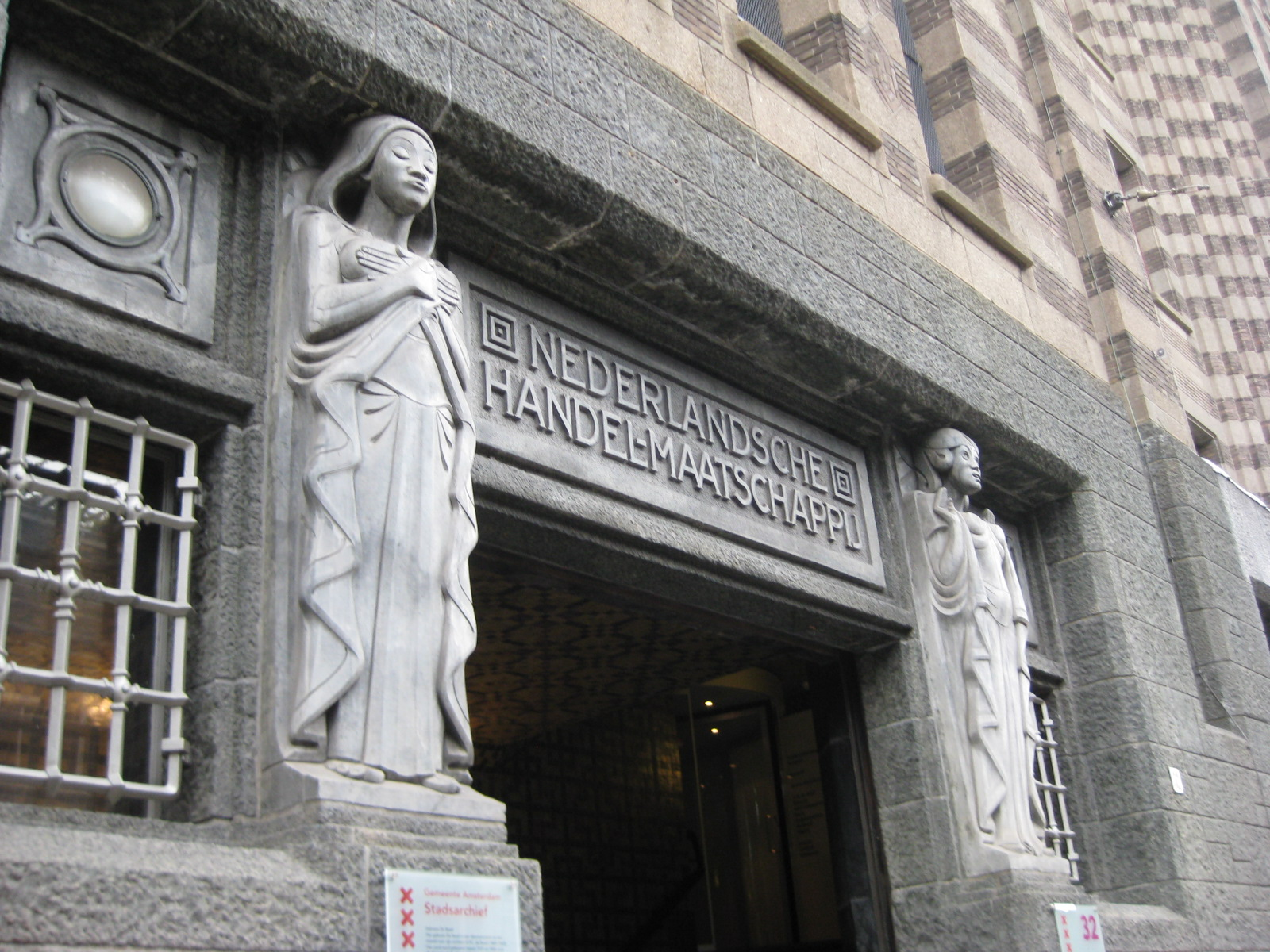
Statues de Mendes de Costa, représentant les figures allégoriques de l’Insulinde et de l’Europe, décoration sculpturale du siège amstellodamois de la Nederlandsche Handel-Maatschappij (1919-1926), un bâtiment de l'architecte K.P.C. de Bazel.

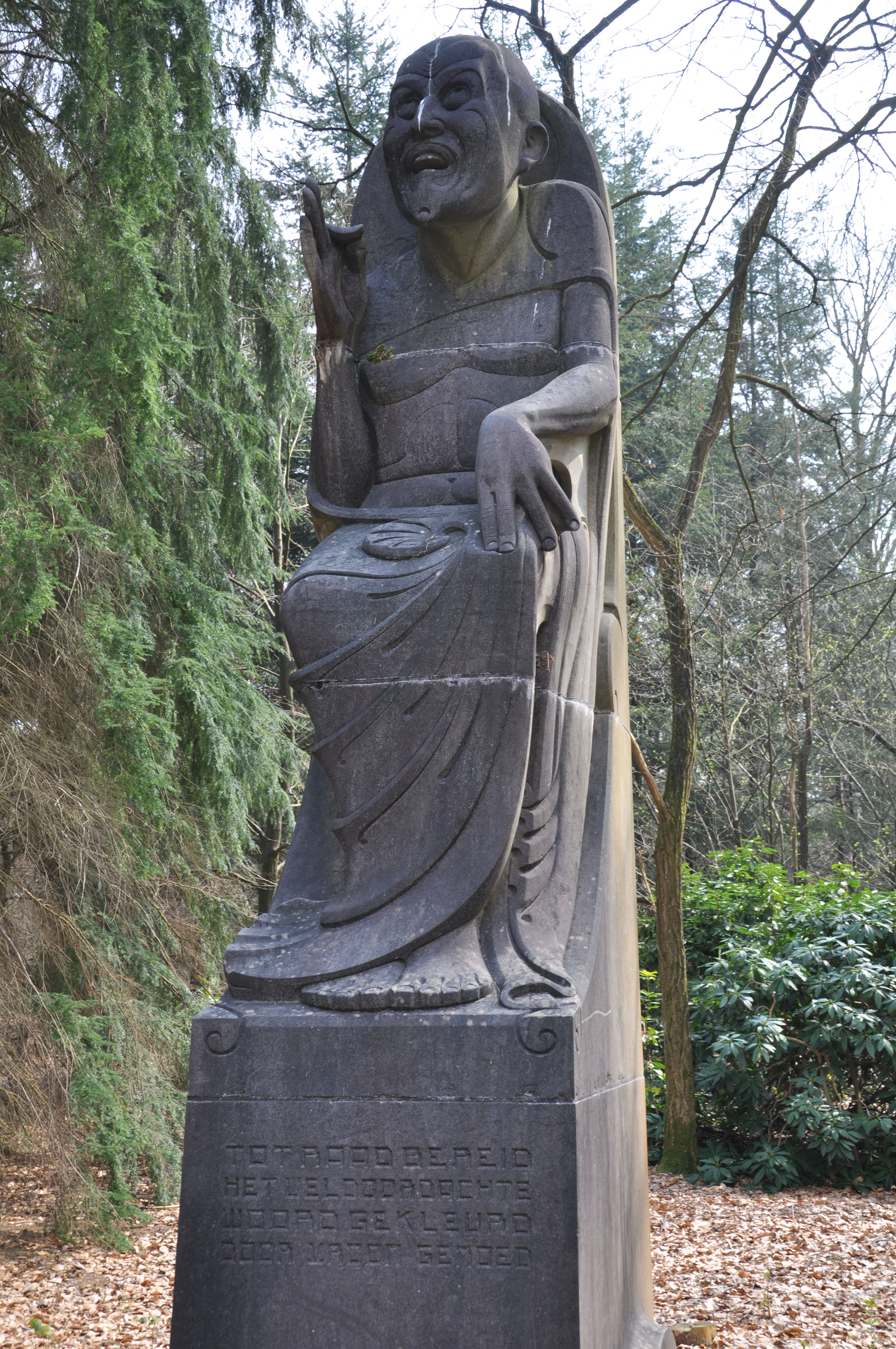
Le Philosophe (1920-1924) de Mendes da Costa, un monument en l'honneur de Marthinus Theunis Steyn, président de l'État libre d'Orange, près du pavillon de chasse Saint-Hubert au parc national De Hoge Veluwe (Otterlo).

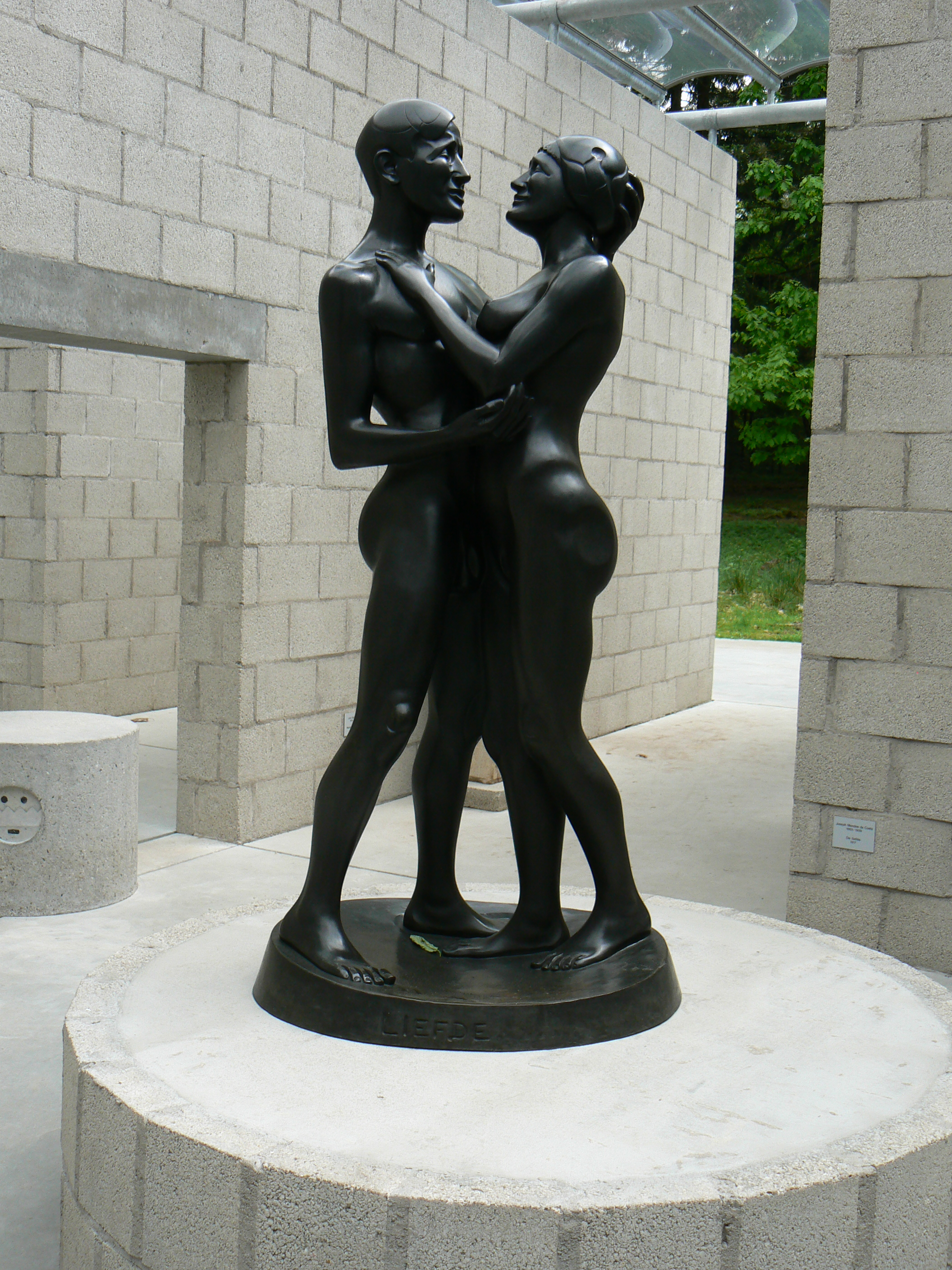
L'Amour (1917) de Mendes da Costa, au jardin de sculptures du musée Kröller-Müller (Otterlo).

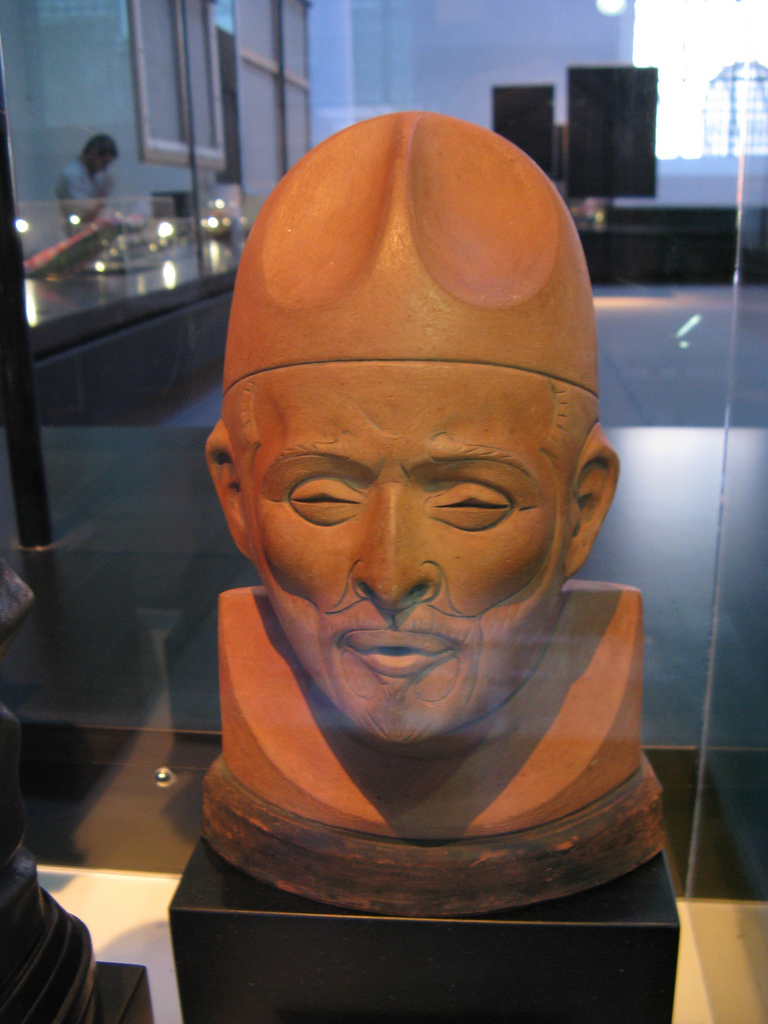
Autoportrait en terre cuite (1927)
du sculpteur Joseph Mendes da Costa.

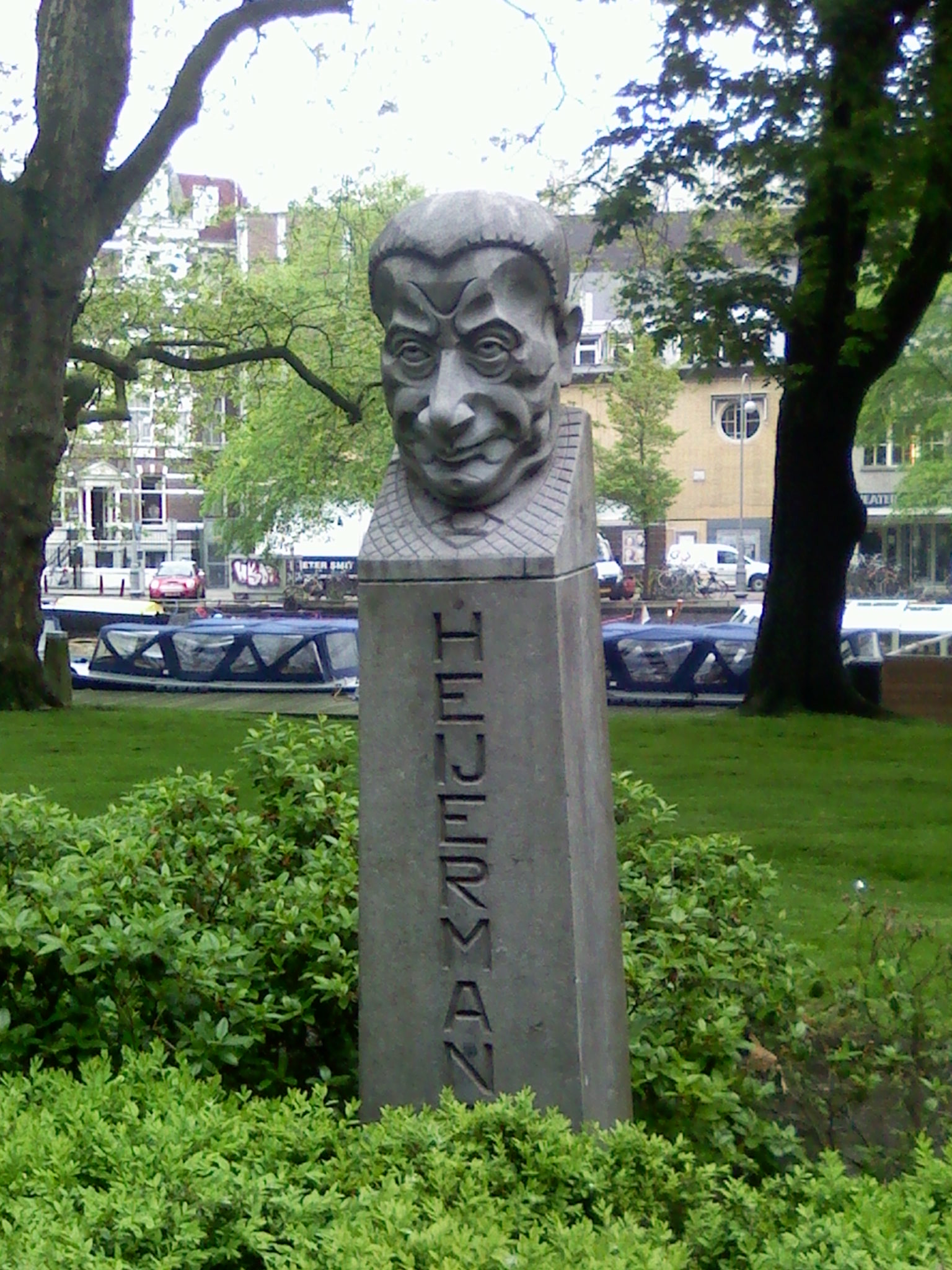
Monument au dramaturge néerlandais Herman Heijermans (1935), de Mendes da Costa, au Leidsebosje d'Amsterdam-West.

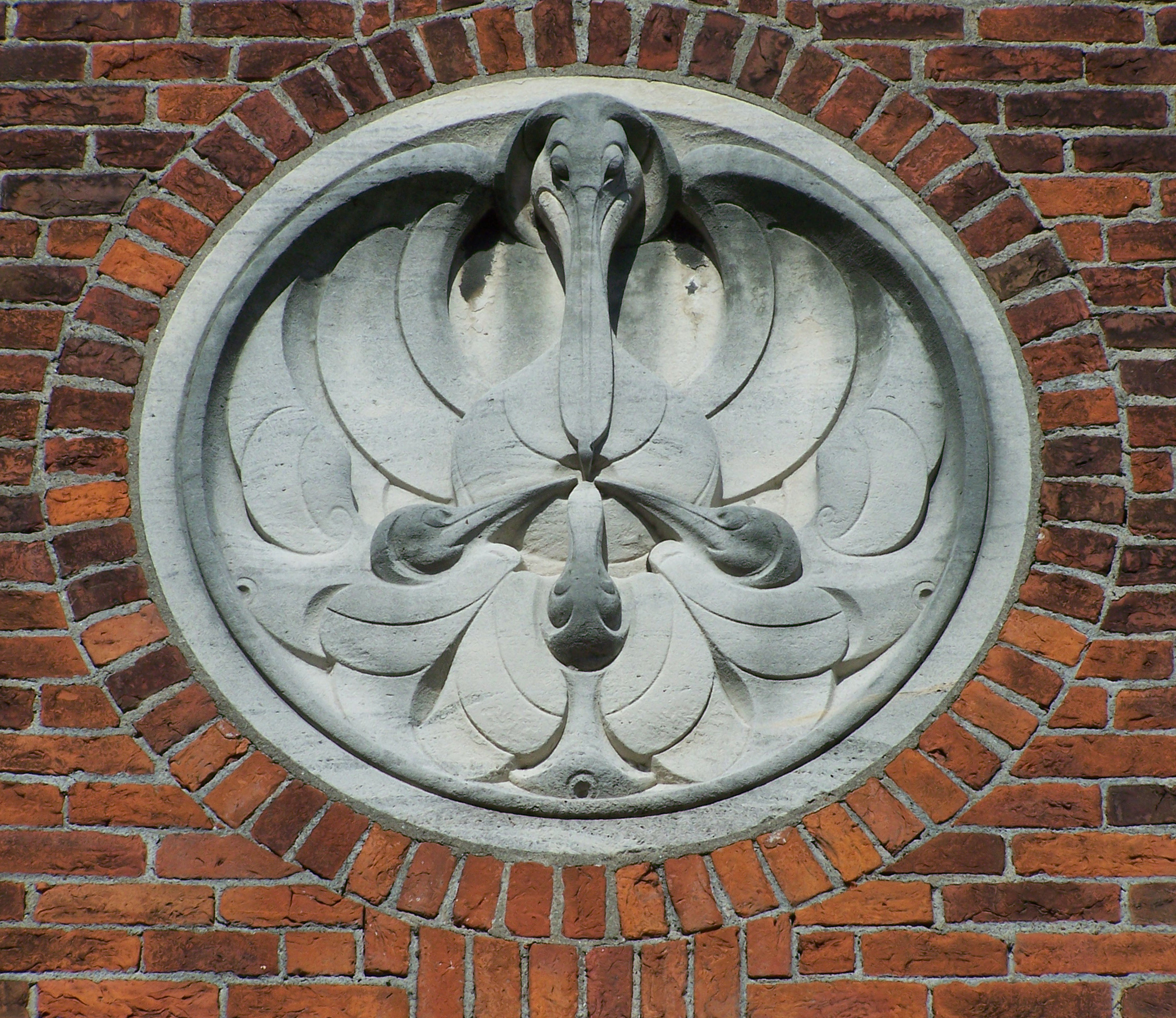
Bas-relief de Mendes da Costa, représentant un pélican qui orne un bâtiment de A.J. Kropholler, construit pour la compagnie d'assurances Hooge Huys à Alkmaar (1930-1931).

Sa famille appartenait à la communauté séfarade d'Amsterdam.  Son père était Mozes Mendes da Costa et sa mère, Esther Teixeira de Mattos.  Que son père était un tailleur de pierre qui faisait des matseiwe (des pierres tombales)  détermina sans doute le choix professionnel de Joseph.
Joseph étudia, entre autres, à l'École nationale d'arts et métiers (Rijksschool voor Kunstnijverheid) et se spécialisa dans des figures impressionnistes, pour la plupart inspirées de la vie quotidienne des juifs d'Amsterdam, mais aussi de la Bible et du monde des animaux.  En 1885, avec d'autres étudiants, notamment Gerrit Willem Dijsselhof et Theo Nieuwenhuis, il installa un atelier dans la carrière de son père.
Rapidement, Mendes da Costa reçut beaucoup de commandes et obtint la faveur du public.  Son travail est de nature profondément intellectuelle et de culture religieuse.  Mendes da Costa était un artiste prolifique : entre 1890 et 1910, il réalisa de nombreuses figurines en céramique, produites en série.  Peu à peu, ses figures devinrent plus maigres et plus stylisées.
Son mariage avec Hanna Jessurun de Mesquita, conclu le 6 novembre 1891, resta sans enfants.

## Œuvre
En outre, Mendes excella déjà tôt dans l'art du portrait.  Sous forme de moulages, produits en grande quantité, une statuette en bronze de Baruch Spinoza, intitulée Béatitude, de 1909, trouva de bons débouchés auprès d'un public déjà sous l'emprise du boom créé autour du grand philosophe.  Après beaucoup de disputes, le projet (1913) d'une statue, un monument en souvenir du peintre Jozef Israëls, à élever à Groningue, sa ville natale, ne fut jamais réalisé, mais une sculpture représentant Vincent van Gogh (1919-1920) attira beaucoup d'attention, tandis que l'image du leader boer Christiaan de Wet (1913-1914) au Hoge Veluwe nous rappelle encore aujourd'hui, exprimée sous une forme monumentale, l'indignation néerlandaise causée par la guerre des Boers.  De cet art du portrait se rapprochent plusieurs statues de saints, par lesquelles Mendes rompt avec le contexte iconographique où elles étaient traditionnellement placées.  Les images de saint François d'Assise (1915) et de sainte Anne (1924) sont plutôt des portraits d'individus que des saints catholiques.  Comme Mendes ne voulait ni rompre avec les traditions juives ni passer pour un orthodoxe pieux, il se peut très bien que ce travail soit lié à la conviction que tout qui existe ou a existé pour le bien devait être respecté.  Son éclectisme, voire son œcuménisme, apparaît même dans l'utilisation de motifs identiques de croyances différentes : le pélican créé pour la synagogue portugaise (1900), réapparaît comme motif dans plusieurs églises catholiques.
Mendes da Costa traitait également les sujets allégoriques plus mondains ou normaux.  On connaît de lui plusieurs statuettes en céramique représentant des scènes du quartier juif d'Amsterdam, comme la scène de rue Geschiewes (Quel chéri !, 1901) et la sculpture Sjabbath (Chabbat, 1898).  Pour les commandes importantes, Mendes da Costa créait des personnifications de concepts ou d'idéaux.  À Amsterdam, des exemples réussis de ce genre de sculptures sont les œuvres réalisées pour le bureau du Lloyd néerlandais sur le Damrak (1924) et dans la salle du Conseil de l'ancien hôtel de ville sur l'Oudezijds Voorburgwal (1929).  Une sculpture de petites dimensions comme La Reconnaissance (1929) appartient à ce genre.
Aussi conçut-il la décoration sculpturale de plusieurs bâtiments, y compris de  ceux de Berlage (par exemple la Bourse, où, entre autres, La Femme à genoux - la bénédiction de la lumière - en bois et en plâtre, de 1916, est de Da Costa). 
L'une de ses dernières œuvres est le monument à Herman Heijermans, réalisé en 1935.  Cette image fut accueillie par des sentiments assez mixtes : beaucoup n'aimaient pas ce « tête au poteau » ; un sculpteur juif honorant un écrivain socialiste juif, il n'est pourtant pas exclu que les tendances antisémites d'avant-guerre soient à l'origine des protestations.
Le musée Kröller-Müller possède une collection de ses œuvres, qui ornent également le pavillon de chasse Saint-Hubert et le parc du domaine des Kröller-Muller au Hoge Veluwe.  D'autres œuvres se trouvent dans des collections publiques, comme le Musée historique juif d'Amsterdam ou le musée central d'Utrecht (des œuvres en faïence, des figures en grès et en plâtre), ou dans des collections privées.

## Ressources

### Sources
- (nl) Christiaan J. Roosen.  « Mendes da Costa, Joseph (1863-1939) », Biografisch Woordenboek van Nederland, [En ligne], 12 novembre 2013, réf. du 4 juillet 2014.  [www.huygens.knaw.nl].
- (nl) Het scheppen van een blijvend monument, [En ligne], avril 2010, réf. 9 juillet 2014.  [www.kmm.nl].
- (nl) Joseph Mendes da Costa, [En ligne], [s. d.], réf. 9 juillet 2014.  [www.jhm.nl].
- (nl) Mendes da Costa, Joseph (II), [En ligne], [s. d.], réf. 10 juillet 2014.  [www.nationaalontwerparchief.nl].